# Hussardos poloneses
Os hussardos poloneses (em polonês/polaco: husaria), alternativamente conhecidos como hussardos alados (em polonês/polaco: skrzydlata husaria), eram uma formação de cavalaria pesada de elite ativa na Polônia e na Comunidade Polaco-Lituana de 1503 a 1702. Seu epíteto é derivado de grandes asas traseiras, que tinham como objetivo desmoralizar o inimigo durante um ataque. Os hussardos foram classificados como a elite da cavalaria polonesa até sua dissolução oficial em 1776.
O traje do hussardo era ostentoso e compreendia uma armadura corporal revestida (couraça, ombreiras, bevores e braçadeiras) adornada com ornamentos de ouro, um capacete de borguinhota ou de cauda de lagosta e botas de cano alto, bem como armamento versátil, como lanças, espadas longas de estocada, sabres, pistolas, carabinas, maças, machados, martelos de guerra e picaretas de cavaleiro. Era costume manter um esquema de cores vermelho e branco e ser cingido com couro animal curtido. As asas eram tradicionalmente montadas a partir de penas de aves de rapina, e a estrutura em forma de anjo era presa à armadura ou sela.
Os primeiros hussardos eram unidades de cavalaria leve de guerreiros sérvios exilados que vieram da Hungria para a Polônia como mercenários no início do século XVI. Após as reformas do Rei Estêvão Báthory (r. 1576–1586), os militares poloneses adotaram oficialmente a unidade e a transformaram em cavalaria de choque pesada, com tropas recrutadas da nobreza polonesa. O hussardo polonês difere muito dos hussardos leves e sem armadura que se desenvolveram simultaneamente fora da Polônia.
A formação de hussardos mostrou-se eficaz contra as forças suecas, russas e otomanas, principalmente nas batalhas de Kircholm (1605), Klushino (1610) e Khotyn (1673). Sua destreza militar atingiu o auge no Cerco de Viena em 1683, quando os hussardos participaram do maior ataque de cavalaria da história e repeliram com sucesso o ataque otomano. Desde seu último combate em 1702 (na Batalha de Kliszów) até 1776, os obsoletos hussardos foram rebaixados e amplamente designados para funções cerimoniais.

## História

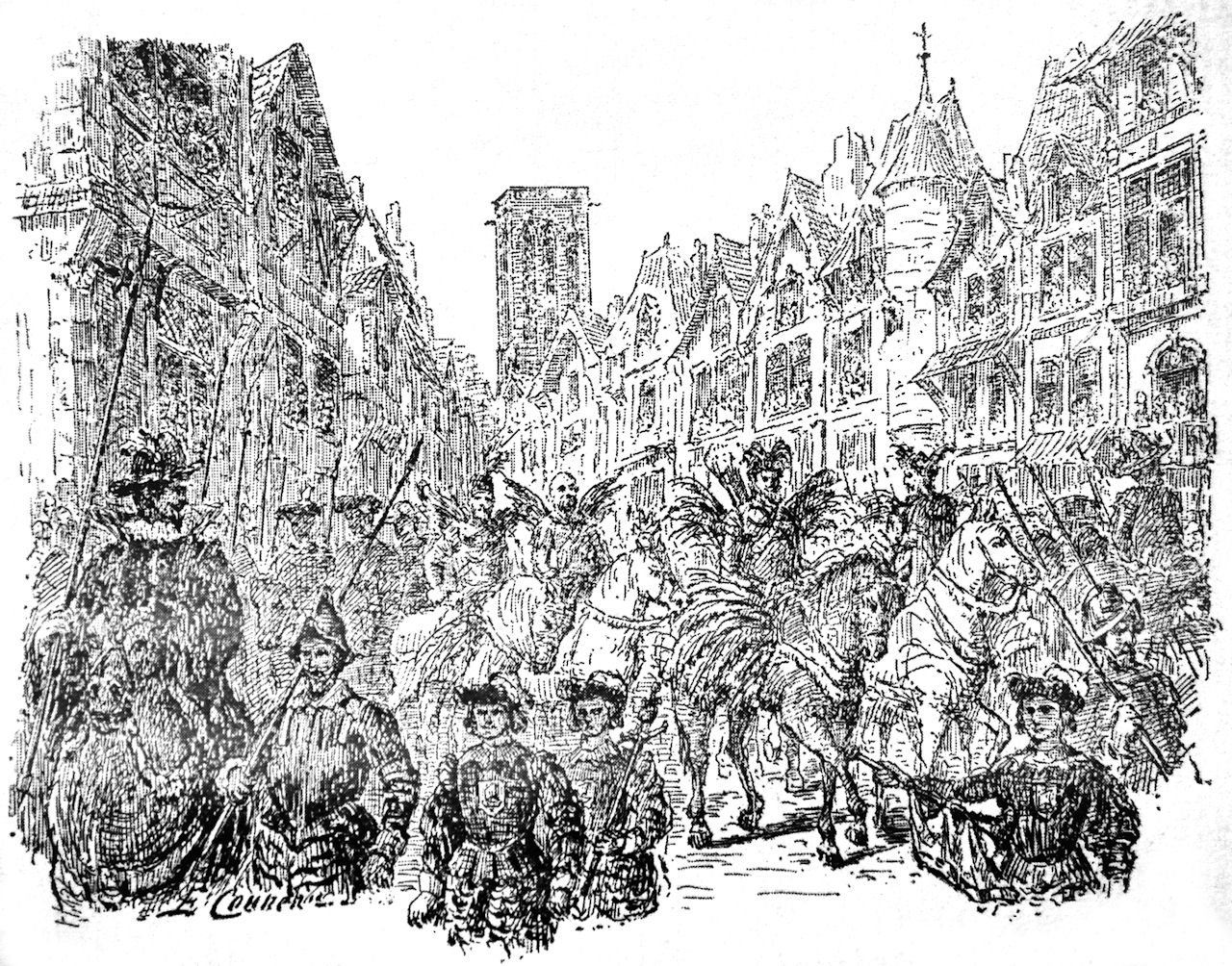
Entrada de delegados hussardos poloneses alados em La Rochelle, França, em 1573, após o Cerco de La Rochelle (1572–1573) e sua oferta do trono polonês ao Duque de Anjou.

A etimologia da palavra hussardo deriva da palavra sérvia gusar, que significa "andarilho/brigão". Os hussardos tiveram origem em unidades mercenárias de guerreiros sérvios exilados da Hungria. Lanceiros mercenários de origem sérvia, conhecidos como rascianos, eram frequentemente contratados para combater a cavalaria sipahi e delicatessen otomana. No século XV, os hussardos baseados nos de Matias Corvino foram adotados por alguns exércitos europeus para fornecer unidades de cavalaria leves e descartáveis.
A referência mais antiga de hussardos em registros poloneses data do ano de 1500, quando os rascianos foram empregados pelo Grande Tesoureiro Andrzej Kościelecki para servir sob a bandeira da casa real. No entanto, é possível que eles tenham estado em serviço muito antes e que a sua contribuição não tenha sido bem documentada. À medida que os ataques otomanos na fronteira sudeste se intensificavam, a chamada Reforma Rasciana (1500-1501) durante o reinado de João I Alberto solidificou o papel de um dos primeiros hussardos nas fileiras polonesas.
A primeira formação de hussardos foi estabelecida pelo decreto do Sejm (parlamento polonês) em 1503, que contratou três vassalos húngaros. Logo, o recrutamento também começou entre os poloneses. Sendo muito mais descartáveis do que os lanceiros fortemente blindados do Renascimento, os hussardos servo-húngaros desempenharam um papel relativamente menor nas vitórias da Coroa Polonesa durante o início do século XVI, exemplificado pelas vitórias em Orsha (1514) e Obertyn (1531). Durante o chamado "período de transição" de meados do século XVI, os hussardos pesados substituíram em grande parte os lanceiros blindados montados em cavalos blindados nas forças de cavalaria polonesas de Obrona Potoczna que serviam na fronteira sul.

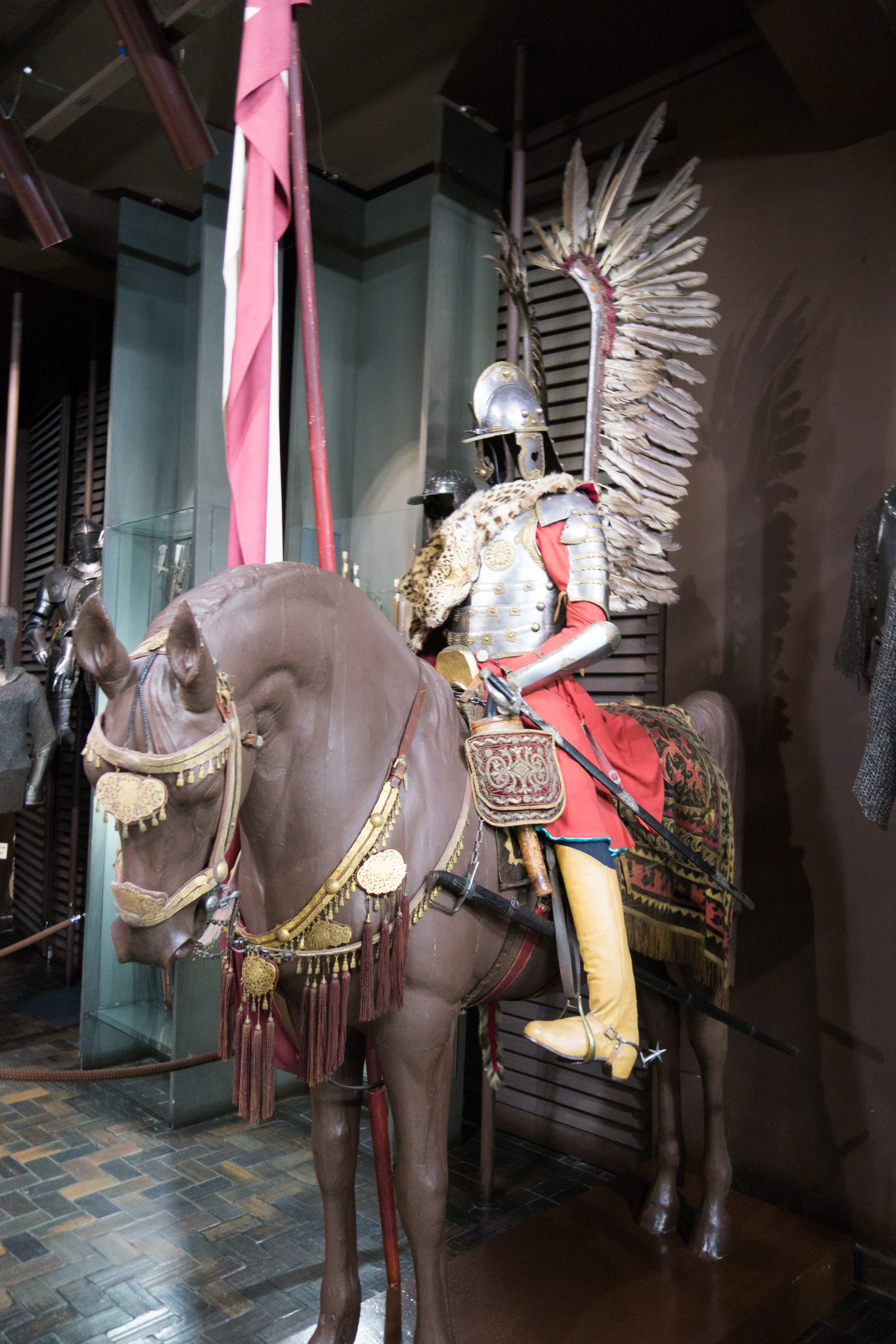
Reconstrução usando armadura do século XVII, Museu do Exército Polonês.

O verdadeiro hussardo alado chegou com as reformas do Rei da Polônia e Grão-Duque da Lituânia Estêvão Báthory na década de 1570 e mais tarde foi liderado pelo Rei João III Sobieski. Os hussardos se tornaram a cavalaria de elite e foram um ramo da cavalaria no exército polonês da década de 1570 até 1776, quando seus deveres e tradições foram passados aos ulanos por um decreto parlamentar. A maioria dos hussardos foi recrutada entre a nobreza polonesa mais rica (szlachta). Cada hussardo towarzysz ("companheiro") levantou seu próprio poczet ou lança/séquito. Vários séquitos foram combinados para formar uma bandeira ou companhia de hussardos (chorągiew husarska).
Ao longo do século XVI, os hussardos na Hungria tornaram-se mais pesados em seu caráter: eles abandonaram os escudos de madeira e adotaram armaduras corporais revestidas de metal. Quando Bátrio foi eleito rei da Polônia e mais tarde aceito como Grão-Duque da Lituânia em 1576, ele reorganizou os hussardos de sua Guarda Real em uma formação pesada equipada com uma lança longa como arma principal. Durante o reinado de Bátria (1576–1586), os hussardos substituíram os lanceiros de estilo medieval no exército da Coroa Polonesa e agora formavam a maior parte da cavalaria polonesa. Na década de 1590, a maioria das unidades de hussardos poloneses foram reformadas seguindo o mesmo modelo "pesado". Esses hussardos pesados eram conhecidos na Polônia como husaria.

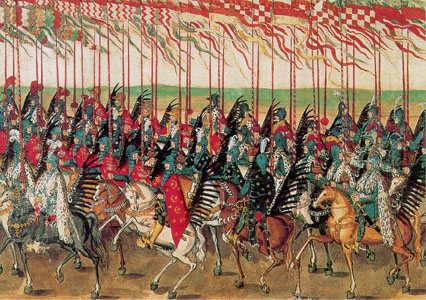
Hussardos poloneses durante a entrada em Cracóvia, detalhe do chamado Stockholm Roll, 1605.

Com a Batalha de Lubiszew em 1577, iniciou-se a "Idade de Ouro" da husaria começou. Entre então e a Batalha de Viena em 1683, os hussardos lutaram muitas batalhas contra vários inimigos, a maioria das quais venceram. Nas batalhas de Lubiszew em 1577, Byczyna (1588), Kokenhausen (1601), Kircholm (1605), Klushino (1610), Chocim (1621), Martynów (1624), Trzciana (1629), Ochmatów (1644), Beresteczko (1651), Połonka (1660), Cudnów (1660), Khotyn (1673), Lwów (1675), Viena (1683) e Párkány (1683), provaram ser o factor decisivo contra probabilidades muitas vezes esmagadoras. Por exemplo, na Batalha de Klushino, durante a Guerra Polaco-Moscovita, os moscovitas e os suecos superaram o exército da Comunidade em 5 para 1, mas foram fortemente derrotados.

Com o tempo, o papel do hussardo evoluiu para uma capacidade de reconhecimento e reconhecimento avançado. Seus uniformes se tornaram mais elaborados à medida que suas armaduras e armas pesadas foram abandonadas. No século XVIII, à medida que as armas de fogo da infantaria se tornaram mais eficazes, a cavalaria pesada, com suas táticas de atacar e invadir unidades de infantaria, tornou-se cada vez mais obsoleta, e os hussardos deixaram de ser uma unidade de combate de elite e passaram a ser uma unidade de desfile.
Em vez de penas de avestruz, os homens husaria usavam arcos de madeira presos às suas armaduras nas costas e erguidos acima de suas cabeças. Esses arcos, juntamente com penas eriçadas que se projetavam deles, eram tingidos em várias cores, imitando ramos de louro ou folhas de palmeira, e eram uma visão estranhamente bela de se ver. – Jędrzej Kitowicz (1728–1804).

## Táticas

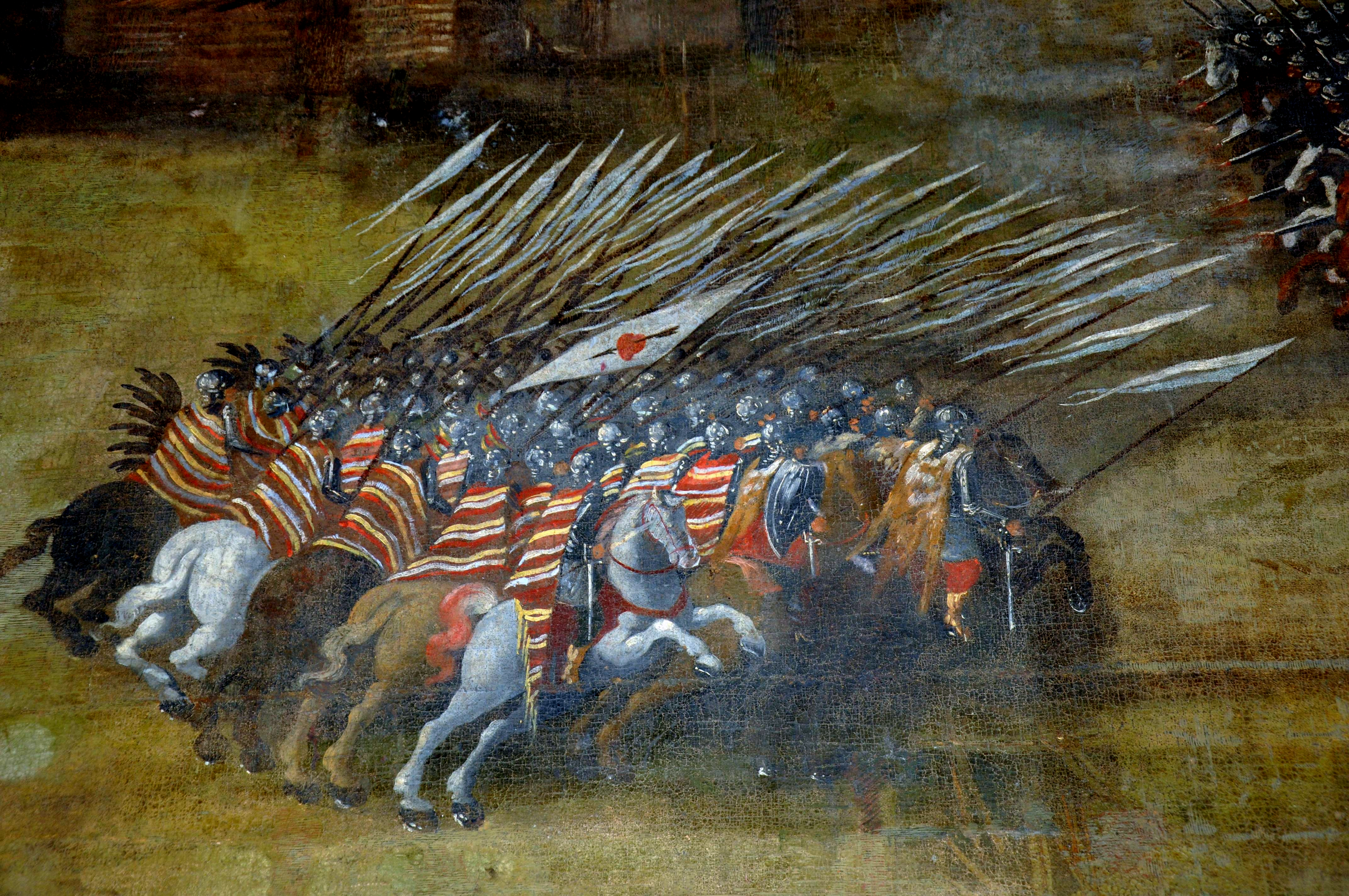
Formação de hussardos na Batalha de Klushino (1610), pintura de Szymon Boguszowicz, 1620.

Os hussardos representavam a cavalaria pesada da Comunidade. O Towarzysz husarski (companheiro) comandava seu próprio poczet (kopia), composto por dois a cinco servos armados de forma semelhante e outros servos (czeladnicy), que cuidavam de seus cavalos, comida, suprimentos, reparos e forragem e frequentemente participavam de batalhas. Sua 'lança' fazia parte de uma unidade maior conhecida como estandarte ( chorągiew ) . Cada estandarte tinha entre 30 e 60 kopia (lanças) ou mais. O comandante, por obrigação contratual, era chamado de "rotmistrz", enquanto o comandante de fato era frequentemente o porucznik (tenente). Havia também um chorąży (alferes) que carregava a bandeira do estandarte (chorągiew) e podia comandá-lo quando o porucznik não pudesse. Cada bandeira tinha uma rotmistrz kopia que era maior que as outras lanças; isso incluía trompetistas e músicos (tamboreiros, mais trompetistas etc). Havia outras towarzysze com funções (manter a ordem, ajudar nas manobras) dentro da bandeira durante a batalha, mas suas funções são pouco compreendidas.
A principal tática de batalha dos hussardos poloneses era o ataque montado. Eles atacaram e atravessaram o inimigo. O ataque começou em ritmo lento e em uma formação relativamente solta. A formação gradualmente ganhou ritmo e fechou fileiras enquanto se aproximava do inimigo, atingindo seu ritmo mais rápido e formação mais próxima imediatamente antes do confronto. Eles tendiam a repetir o ataque diversas vezes até que a formação inimiga se rompesse (os hussardos poloneses tinham carroças de suprimentos com lanças extras). A tática de ataque com hussardos e cavalos fortemente blindados foi geralmente decisiva por quase dois séculos. Os hussardos lutavam com uma kopia (lança), uma koncerz (espada de perfuração), uma szabla (sabre), um conjunto de duas a seis pistolas, geralmente uma carabina ou arcabuz (conhecido em polonês como bandolete ) e, às vezes, um martelo de guerra ou machado de batalha leve. A sela mais leve, de estilo otomano, permitiu que mais armaduras fossem usadas tanto pelos cavalos quanto pelos guerreiros. Além disso, os cavalos foram criados para serem especialmente destemidos e resistentes, e podiam correr muito rápido com uma carga pesada enquanto se recuperavam rapidamente. Eles eram híbridos de antiga linhagem equina polonesa e cavalos orientais, geralmente de tribos tártaras. Como resultado, um cavalo poderia caminhar centenas de quilômetros carregado com mais de 100 quilogramas (220 lb) (os hussardos com suas armaduras e armas) e atacar instantaneamente. Os cavalos hussardos também eram muito ágeis e manobráveis. Isso fez com que os hussardos pudessem lutar com qualquer força de cavalaria ou infantaria, desde couraceiros pesados até tártaros de armas leves e velozes. Havia pena de morte para quem vendesse um cavalo hussardo (às vezes os cavalos eram chamados de "tarpan") a alguém de fora da Comunidade Polaco-Lituana.

## Armaduras e armamentos
Os towarzysz dos hussardos eram obrigados a fornecer armas e armaduras para si próprios e para os seus vassalos, excepto a lança que era fornecida pelo Rei. Os cavalos de cada lança também vieram às custas de cada towarzysz husarski. Durante seu apogeu, 1574-1705, os hussardos alados carregavam as seguintes armas e armaduras:

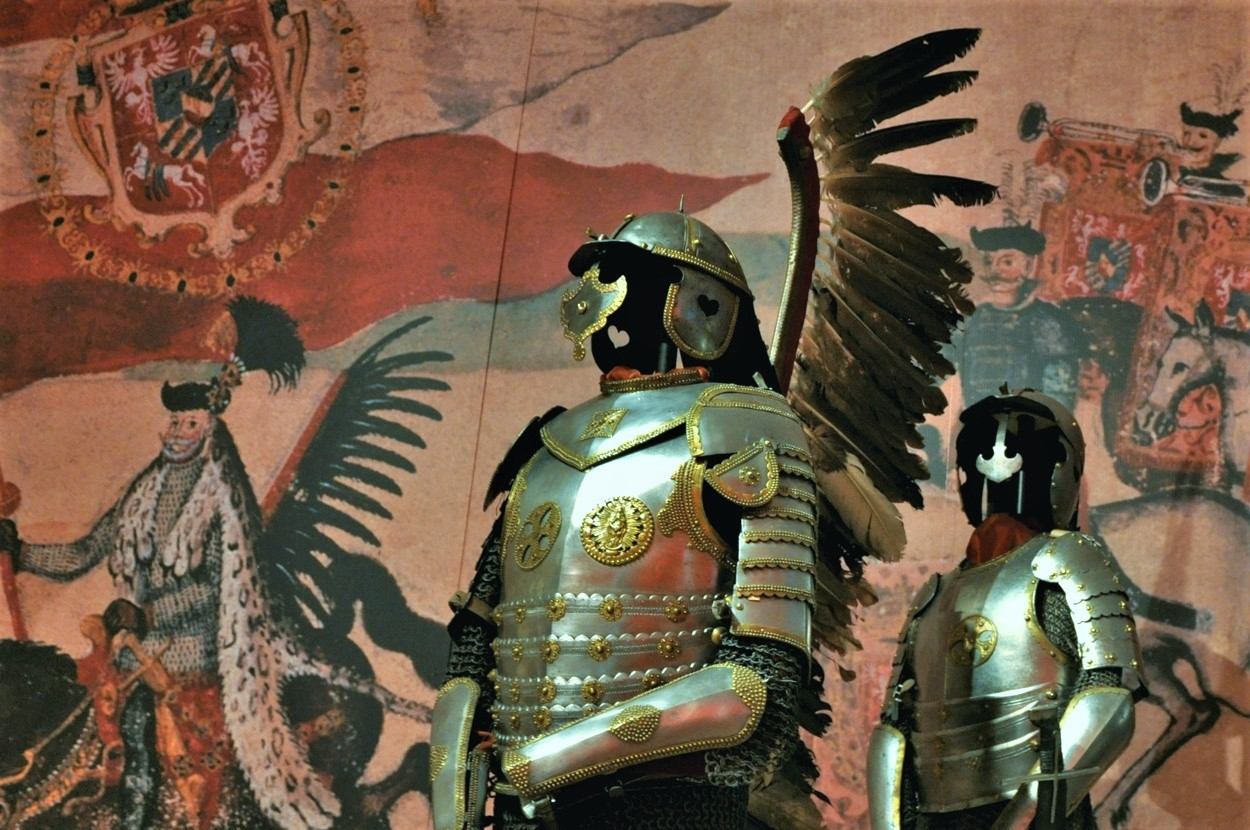
Meia armadura de hussardo de meados do século XVII, Museu Nacional de Cracóvia.
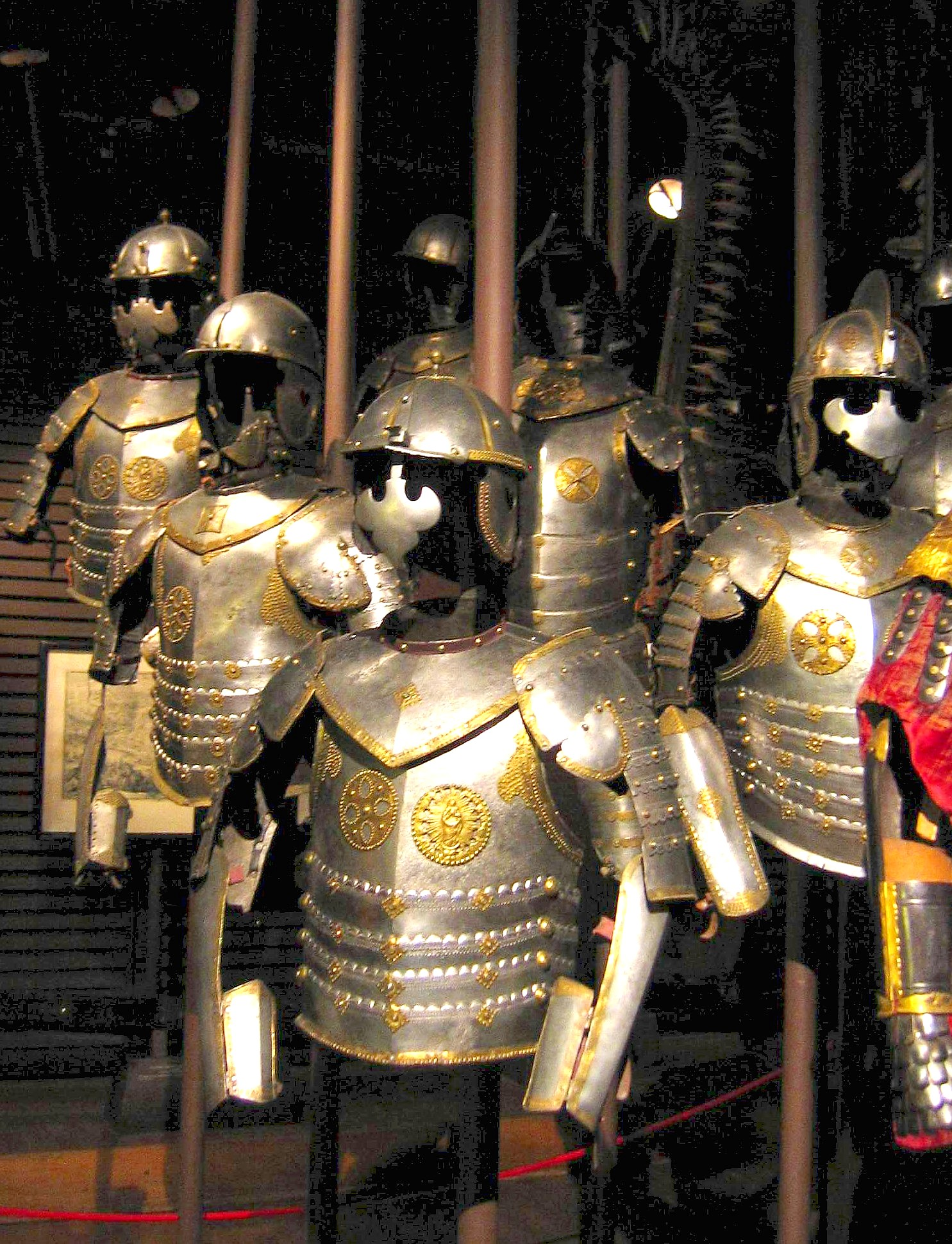
Armadura de hussardos, datada da primeira metade do século XVII, Museu do Exército Polonês em Varsóvia.
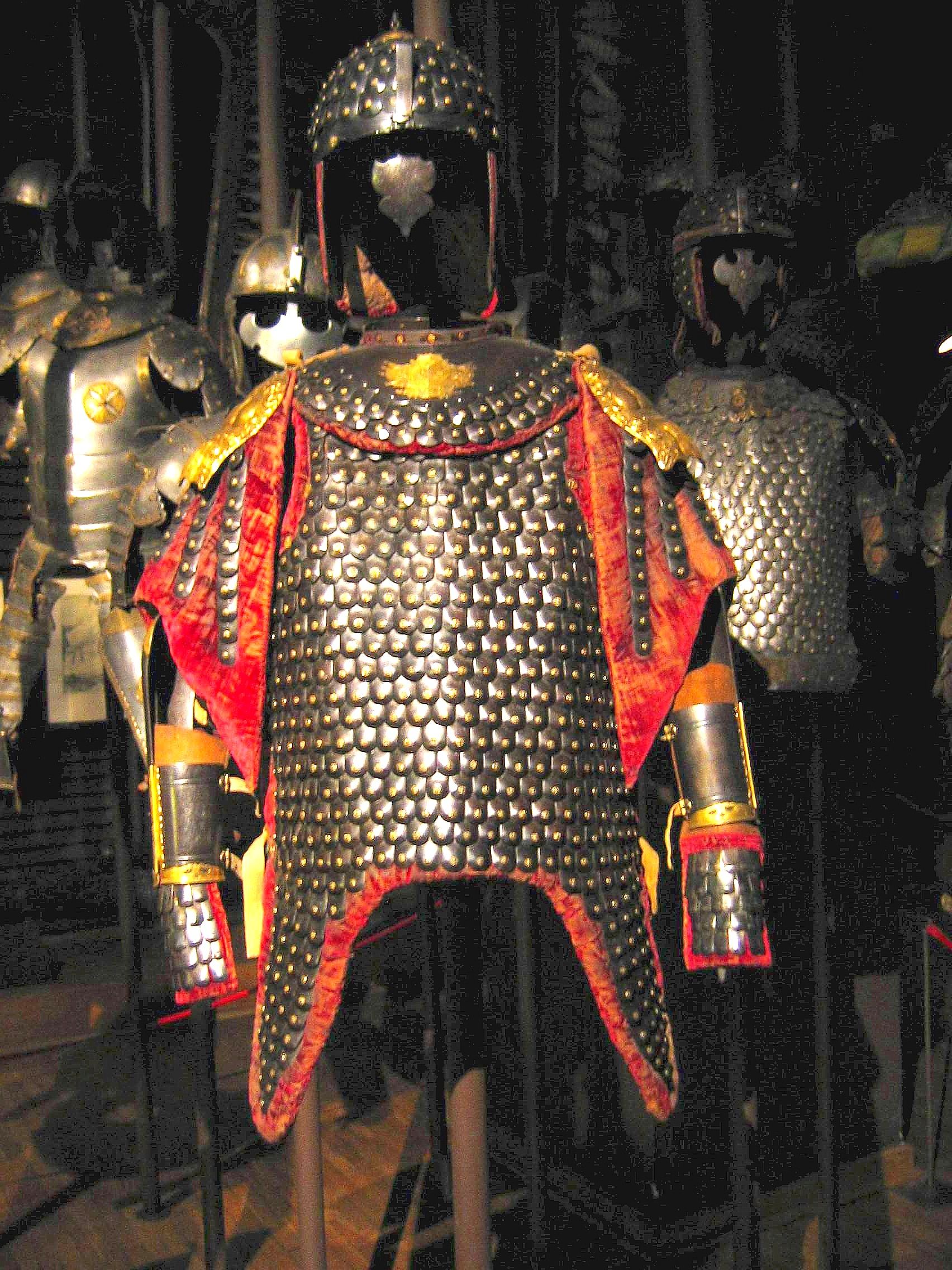
Armadura em escamas do Rei João III Sobieski.
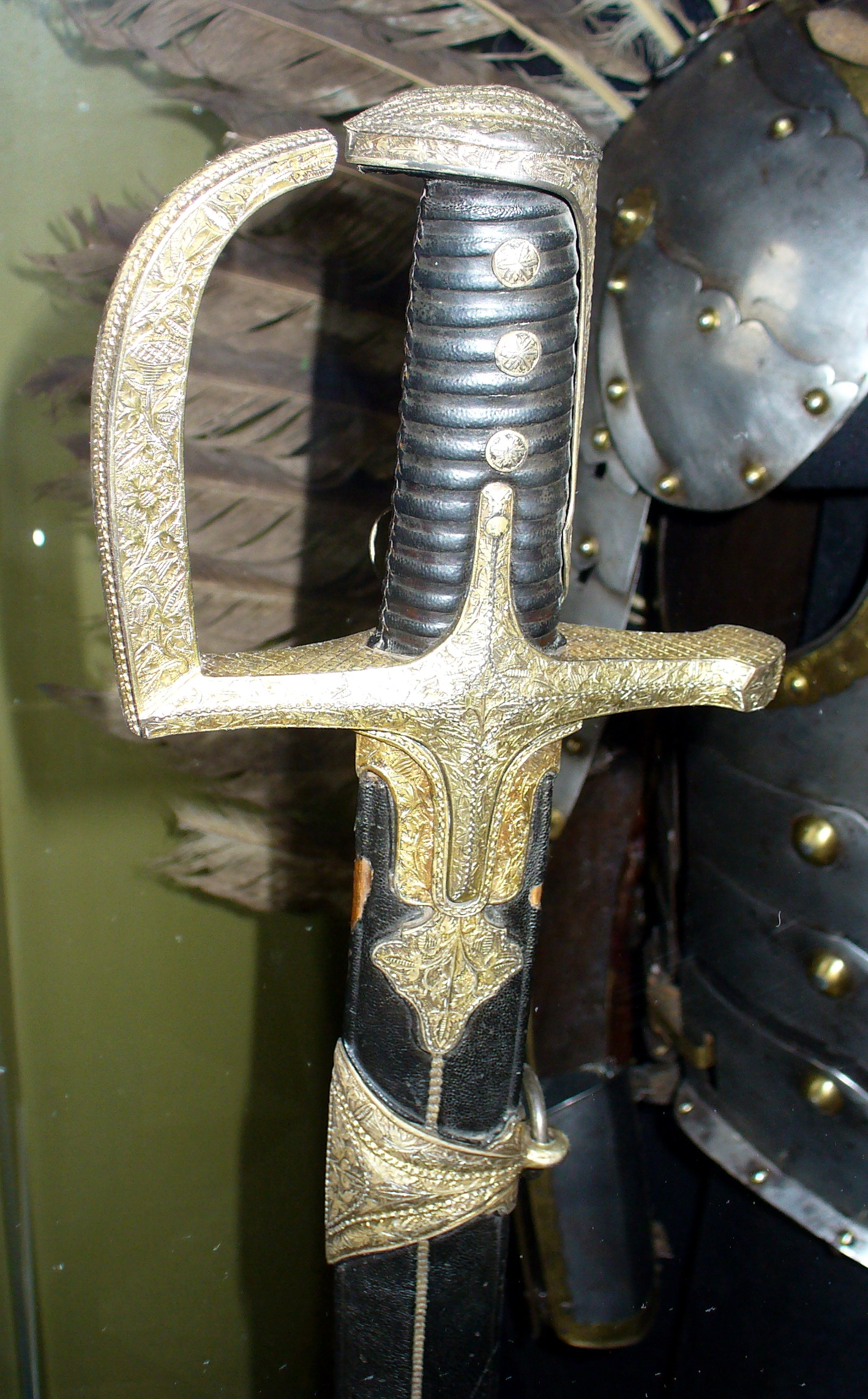
Sabre de hussardos polonês (polonês "szabla").
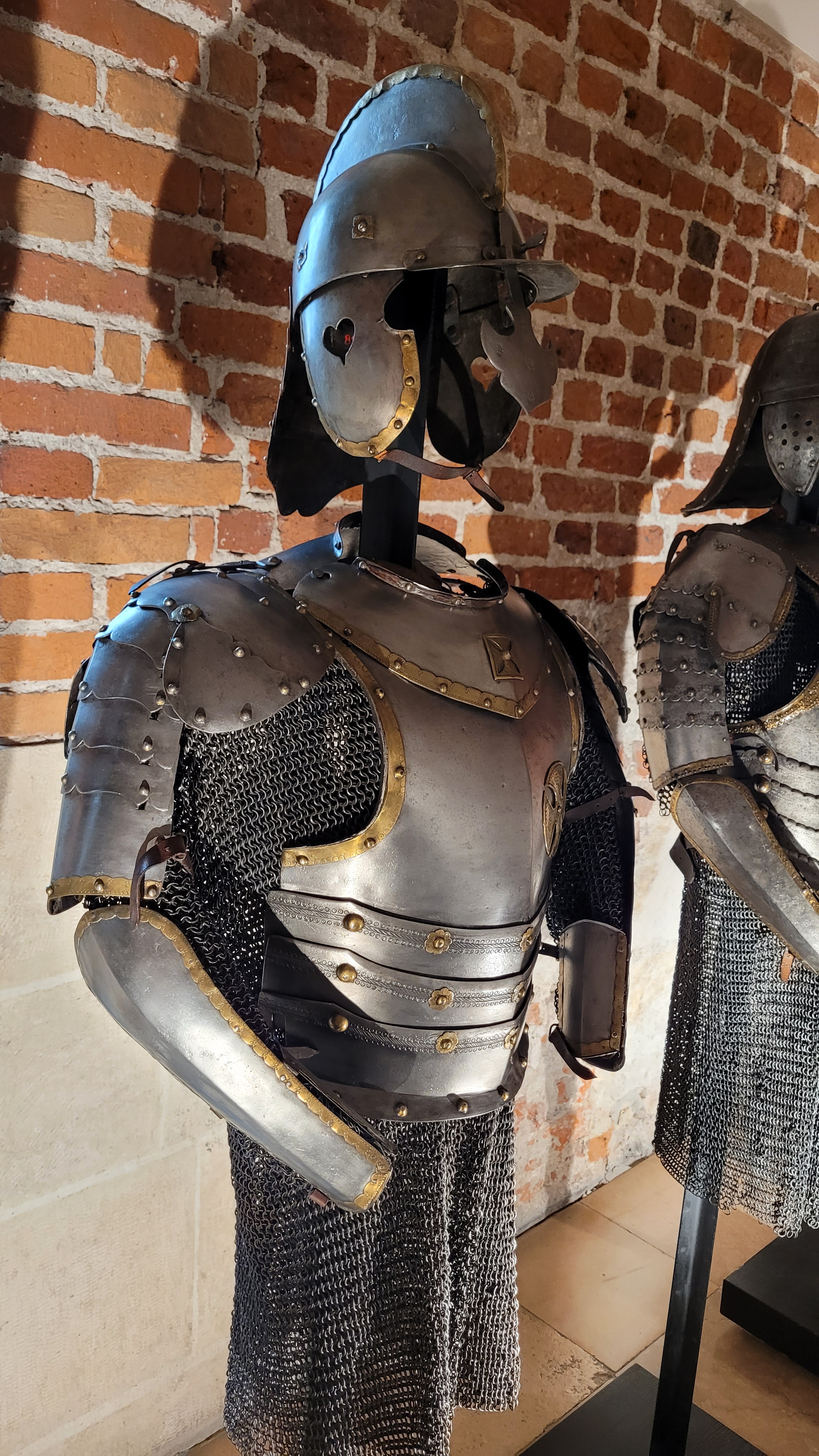
Capacete de hussardo estilo Borguinhota, Castelo de Wawel
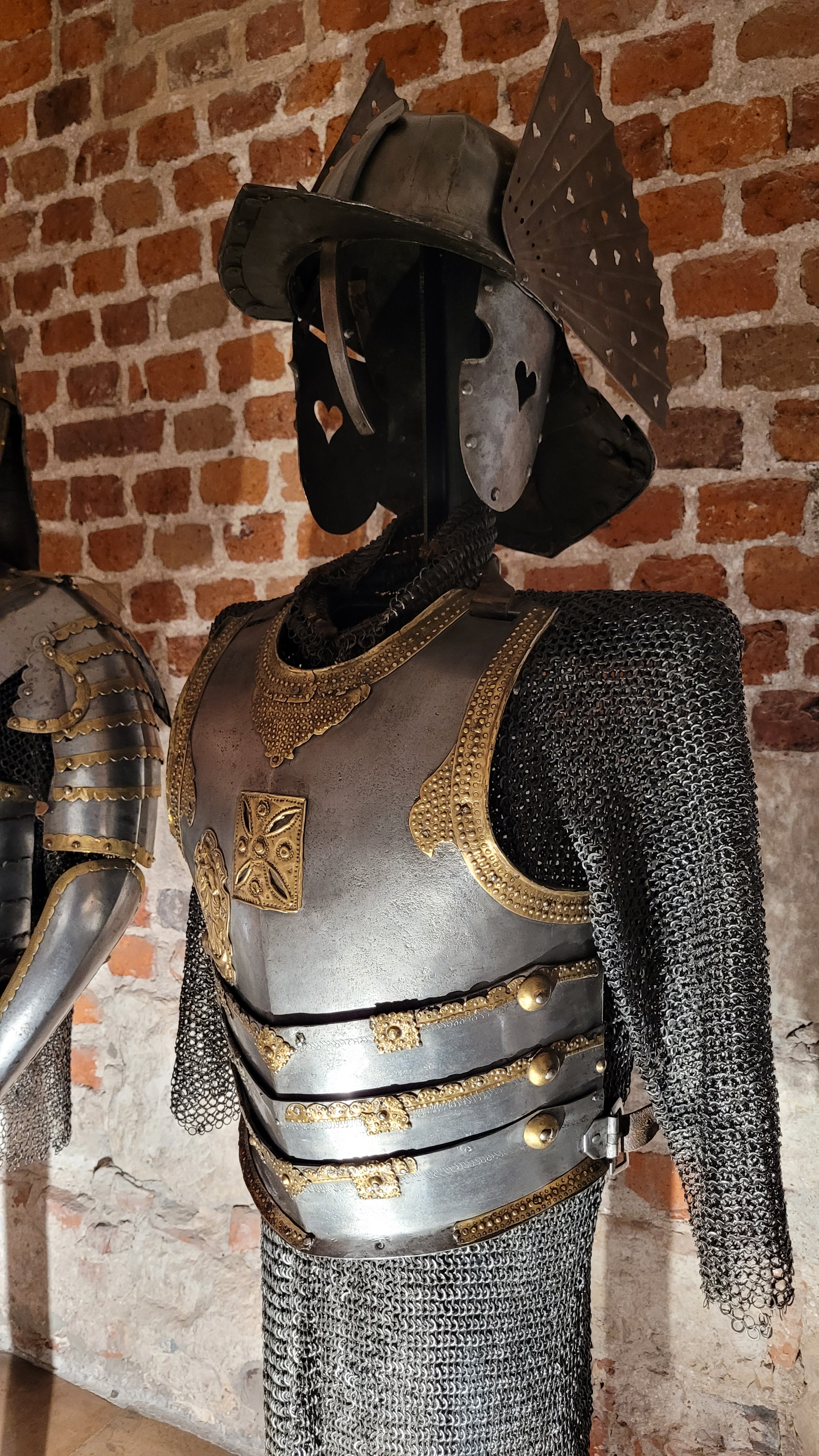
Capacete de hussardo com cauda de lagosta e asas laterais, Castelo de Wawel

A lança era a principal arma ofensiva do hussardo. As lanças eram baseadas nas lanças dos Bálcãs e da Hungria, mas as lanças polonesas podiam ser mais longas e, assim como suas predecessoras dos Bálcãs e da Europa Ocidental, eram ocas, com duas metades coladas e pintadas, e muitas vezes eram ricamente douradas. Elas eram geralmente feitas de madeira de abeto, com a ponta da lança sendo feita de aço forjado. Eles tinham uma gałka, uma grande bola de madeira que servia como proteção do cabo. As lanças dos hussardos geralmente variavam de 4,5 a 6,2 metros de comprimento e eram fornecidas pelo rei ou pelo dono do estandarte, não pelos soldados regulares. Uma grande flâmula de proporção de "seda/tafetá" foi presa à lança abaixo da ponta. Outro tipo de lança, conhecida como demi-lance ou kopijka, tinha 3 a 3,6 metros de comprimento e foi usado contra os tártaros e turcos nas guerras do final do século XVII.

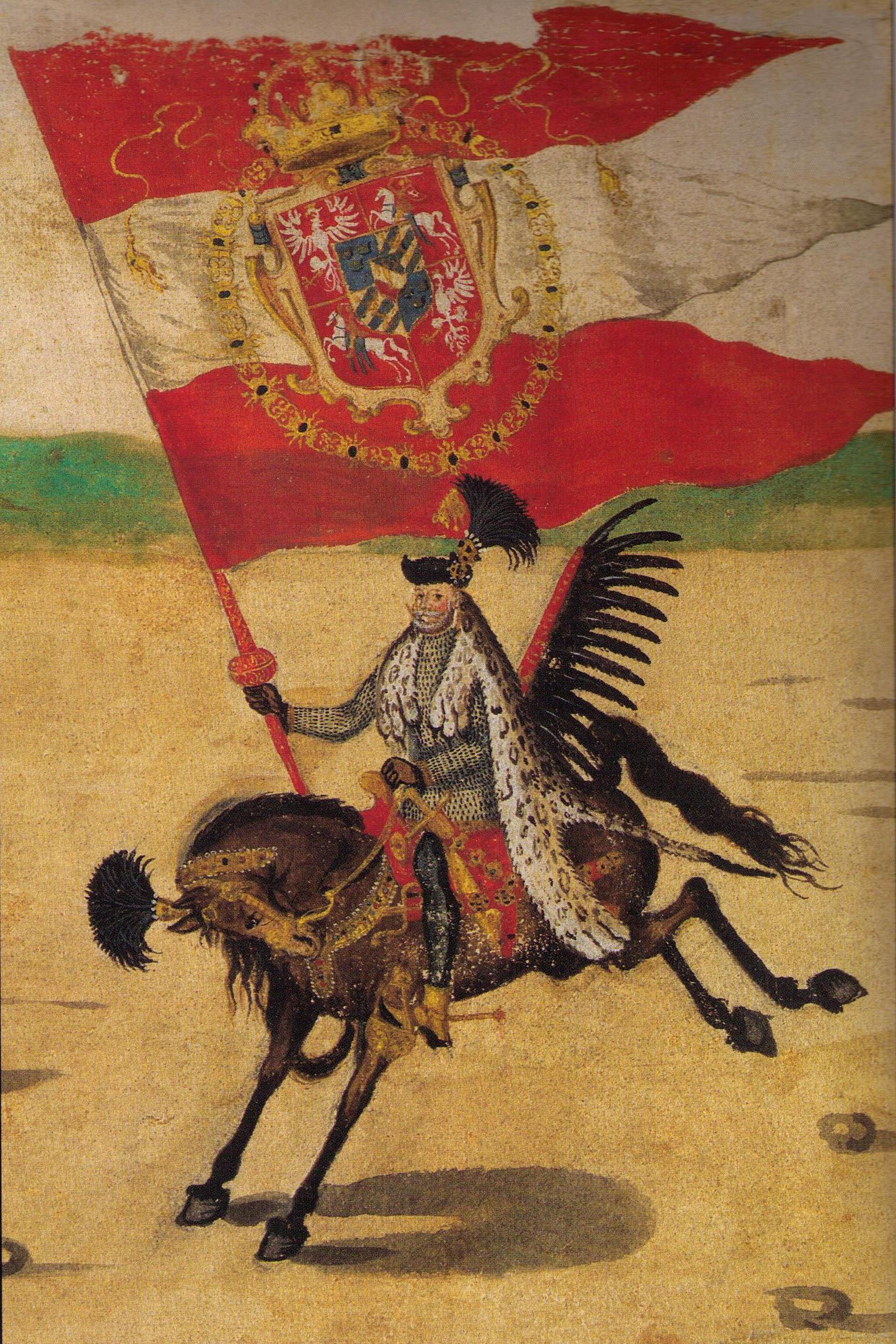
Grande Porta-Estandarte da Coroa do Reino da Polônia (Chorąży Wielki Koronny) no Registro de Estocolmo (c. 1605).

O towarzysz husarski carregava sob a coxa esquerda um koncerz (até 1,5m de comprimento) e, frequentemente, um palasz (um tipo de espada larga) sob a coxa direita. A szabla era carregada no lado esquerdo, e vários tipos de sabres eram conhecidos pelos hussardos alados, incluindo a renomada szabla husarska.
Os hussardos às vezes carregavam armas adicionais, como uma "nadziak" (picareta de cavaleiro). Towarzysz husarski carregava uma ou duas pistolas wheellock (mais tarde pederneira) nos coldres da sela, enquanto os retentores também podiam carregar uma pistola ou um arcabuz leve de chave de roda ou uma carabina; a partir da década de 1680, uma carabina para os retentores era obrigatória.
É possível que hussardos individuais carregassem um arco composto tártaro ou turco com flechas em uma aljava, especialmente depois de meados do século XVII, quando muitos companheiros 'pancerny' se tornaram hussardos, e algumas fontes do final do século XVII registram a existência de arcos entre os companheiros hussardos. Durante a primeira metade do século XVIII, quando em traje não militar, o companheiro dos hussardos carregava um arco em um estojo para indicar seu status militar. No entanto, arcos em estojos eram carregados por todos os oficiais de cavalaria do Exército Nacional até as reformas da década de 1770, incluindo unidades ulanas no serviço saxão.
No auge de suas proezas, de 1576 a 1653, a armadura dos hussardos consistia em um zischagge (szyszak) em forma de pente, capacetes borguinhota ou morrião com um crânio hemisférico, 'bochechas' com um corte em forma de coração no meio, proteção de pescoço de várias placas presas por rebites deslizantes e uma viseira nasal ajustável terminando em uma viseira em forma de folha. Os capacetes Zischagge e chapéu de chaleira para os escalões mais baixos (servos) eram frequentemente enegrecidos, assim como suas armaduras. Uma couraça (placa peitoral), placa traseira, gorja, ombreiras e da Grande Estepe, braçadeiras ocidentais com luva de ferro e, mais tarde, durante a década de 1630, a braçadeira karwasz de origem persa, para proteção do antebraço. Um towarzysz também podia usar proteção no quadril, proteção na coxa e proteção no joelho, por baixo de uma cota de malha até a coxa ou de um casaco especialmente acolchoado com mangas de cota de malha. Os lacaios geralmente usavam armaduras mais antigas e mais baratas, muitas vezes pintadas de preto e, após a década de 1670, podiam não ter couraça, de acordo com algumas fontes.
A armadura do hussardo era leve, geralmente em torno de 15kg, permitindo que eles sejam relativamente rápidos e que seus cavalos galopem em velocidade máxima por longos períodos. Embora a partir da década de 1670 a cota de malha tenha sido usada na luta contra os tártaros muçulmanos nas fronteiras do sudeste da Comunidade. Uma armadura caracena sármata raramente usada (de escamas de ferro rebitadas a um suporte de couro) pode ter consistido em um capacete de escamas, couraça, gorjal, proteção para pernas e ombros e se tornou popular durante o reinado do Rei João III Sobieski, mas talvez devido aos custos e ao peso, permaneceu popular principalmente entre os oficiais comandantes hussardos alados.
Os towarzysz geralmente usavam um leopardo (às vezes um tigre, onça ou pele de leão) sobre seu ombro esquerdo, ou como frequentemente retratado nas pinturas sobreviventes do Castelo de Podhorce, ele tinha a pele exótica sob sua sela ou enrolada em seus quadris. Peles de lobo, urso pardo e lince eram reservadas para líderes e veteranos (starszyzna).

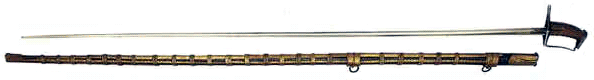
Koncerz husarski – Koncerz, um tipo de espada de facada dos hussardos poloneses, frequentemente usada contra oponentes fortemente blindados.

## Legado

Distintivo da 11ª Divisão de Cavalaria Blindada polonesa com uma ala de hussardos estilizada e capacete.

Os hussardos poloneses estão representados na moeda comemorativa de ouro de 500 złotych.
O emblema da 11ª Divisão de Cavalaria Blindada do Exército Polonês apresenta uma asa de hussardo estilizada e um capacete. O patrono da Divisão é João III Sobieski, que liderou os hussardos alados na Batalha de Viena, e o emblema comemorativo da unidade está inscrito com a honra de batalha herdada "Viena 1683".
Em 2016, a banda sueca de metal Sabaton escreveu a música "Winged Hussars" para seu álbum The Last Stand. A canção é sobre a Batalha de Viena em 1683 e a carga dos hussardos que ajudou a derrotar os otomanos.
Uma, depois duas para uma cena, foram apresentadas na série de TV canadense Murdoch Mysteries, no episódio 16 da 11ª temporada de 2018, intitulado "Game of Kings".
Em 2023, na série 1670 da Netflix, Bogdan é visto vestindo os hussardos alados no episódio 1 da 1ª temporada, "The Assembly".
Em 1º de maio de 2024, a Polônia anunciou que os caças F-35 operados pela Polônia serão chamados de "Husarz" em homenagem aos hussardos.